# Antíoco (pai de Seleuco I Nicátor)
Antíoco foi o pai de Seleuco I Nicátor. Seleuco construiu quatro cidades, chamadas de cidades irmãs: Antioquia, próxima de Dafne, Selêucia na Piéria, Apameia e Laodiceia; as cidades receberam os nomes de seu pai (Antíoco), ele mesmo, sua esposa Apama e sua mãe Laódice.